# Гутури
Гутури (груз. გუთური) — село в Грузии. Находится в Чохатаурском муниципалитете края Гурия неподалёку от Чохатаури. Расположено на левом берегу реки Супса, на высоте 140 метров над уровня моря.
Исторически поселение на месте нынешнего Гутури было известно с конца бронзового века.
По результатам переписи 2014 года в селе проживало 880 человек, из них большинство грузины. Село делится на две части: Земо-Гутури и Квемо-Гутури. В селе имеется средняя школа.